# Musicam Sacram
Musicam Sacram (Latijn voor de muziek in de Heilige Liturgie) is een instructie van de Congregatie van de Riten van 5 maart 1967 die handelt over de kerkmuziek in de Katholieke Kerk. De instructie is uitgebracht als product van het Tweede Vaticaans Concilie. De instructie gaat over de vorm en aard van de zang en muziek tijdens missen, in het kader van het Sacrosanctum Concilium, dat is gericht op grotere deelname en betrokkenheid van kerkgangers bij diensten. Volgens het document is het geen limitatieve verzameling van regels ten aanzien van gewijde muziek, het toont alleen de belangrijkste richtlijnen die in de huidige tijd nodig lijken.

## Inhoud
De instructie bestaat uit:
- Inleiding
- Eerste hoofdstuk - Enkele meer algemene richtlijnen
- Tweede hoofdstuk - Zij, die optreden bij de liturgische plechtigheden
- Derde hoofdstuk - De zang bij de viering van de Mis
- Vierde hoofdstuk - De zang van het Goddelijk Officie
- Vijfde hoofdstuk - De gewijde muziek bij de viering van de Sacramenten en sacramentalia, bij bijzondere plechtigheden van het kerkelijk jaar, bij vieringen van het Woord Gods en bij godsvruchtige oefeningen
- Zesde hoofdstuk - De taal bij de liturgische handelingen met zang, en het behoud van de schat van de gewijde muziek
- Zevende hoofdstuk - De compositie van melodieën voor teksten in de volkstaal
- Achtste hoofdstuk - De instrumentale gewijde muziek
- Negende hoofdstuk - De commissies ter bevordering van de gewijde muziek